# میدان گازی تنگ بیجار

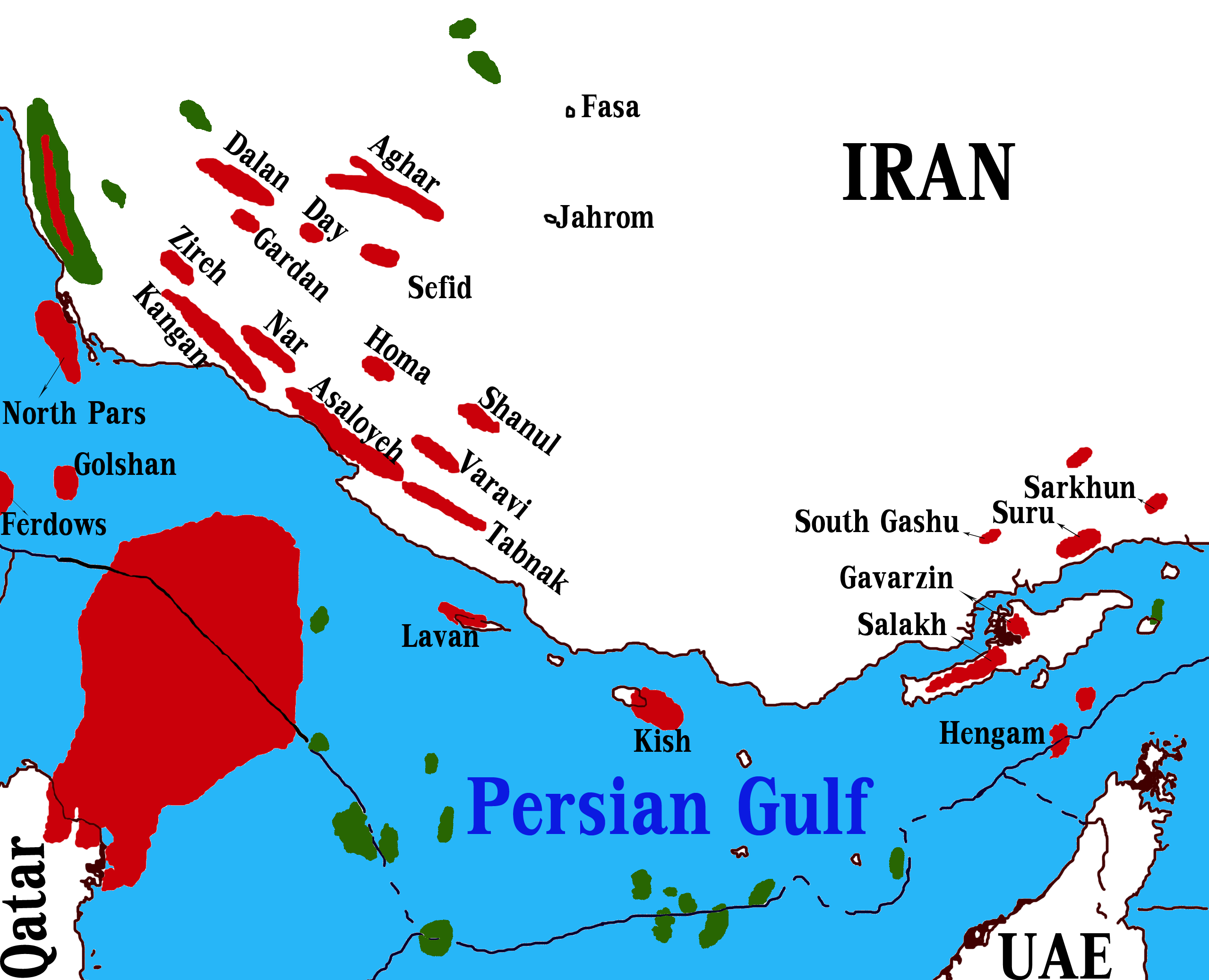
میدان‌های گازی ایران

میدان گازی تنگ بیجار از میادین گازی ایران است، که در استان ایلام و در فاصله ۷۰ کیلومتری غرب شهر ایلام واقع می‌باشد. ظرفیت فرآورش این میدان ۷ میلیون متر مکعب گاز در روز می‌باشد.
گاز مرکز تفکیک تنگ بیجار پس از فرآورش توسط یک خط لوله ۱۸ اینچ به مرکز تفکیک ایلام و بعد از آن به پالایشگاه گاز ایلام ارسال و میعانات گازی نیز توسط یک خط لوله ۶ اینچ، به پالایشگاه ایلام منتقل می‌شود.

## واحد بهره‌برداری
واحد بهره‌برداری تنگ بیجار، در فاصله ۷۰ کیلومتری شهرستان ایلام قرار دارد. این مرکز، در سال ۱۳۸۶ به بهره‌برداری رسیده‌است و دارای ظرفیت فعلی فرآورشی ۷ میلیون متر مکعب گاز در روز است. شایان ذکر است، گاز مرکز بهره‌برداری تنگ بیجار پس از فرآورش، به پالایشگاه گاز ایلام ارسال و همچنین میعانات گازی نیز توسط یک خط لوله ۶ اینچ به پالایشگاه ایلام منتقل می‌شود.

## طرح توسعه میدان

### فاز اول
فاز اول طرح توسعه میدان گازی تنگ بیجار، با ظرفیت روزانه هفت میلیون متر مکعب گاز آغاز شد. در فاز اول مجموعه امکانات شامل: پنج حلقه چاه، تأسیسات مرکزی تنگ بیجار، تی.سی. اف و خطوط لوله جریانی از چاه‌ها به تأسیسات، سیستم برق شامل باتری‌های اضطراری، تابلو ولتاژ متوسط، تابلو ولتاژ کم و دو ایستگاه برق بود. بر این اساس، دو خط لوله انتقال گاز به طول مجموع ۴۳کیلومتر و مایعات گازی به طول ۴۳ کیلومتر از مرکز جمع‌آوری تا پالایشگاه گاز ایلام، کار انتقال گاز و میعانات گازی را به عهده دارد. خطوط انتقال نیرو و شبکه برق رسانی به کلیه تاسسیسات احداث و بهره‌برداری و خطوط مخابرات نیز در سرویس قرار دارد. فاز اول این مرکز در سال ۱۳۸۶ به بهره‌برداری رسیده‌است.

### فاز دوم
در حال حاضر، تولید گاز روزانه میدان تنگ بیجار، هفت میلیون متر مکعب می‌باشد، که با تکمیل فاز دوم طرح توسعه میدان گازی تنگ بیجار، این ظرفیت، با همکاری پالایشگاه گاز ایلام، روزانه تا ده میلیون متر مکعب، افزایش خواهد یافت…
فاز دوم میدان گازی تنگ بیجار، با حفاری پنج حلقه چاه در این میدان و به وسیلهٔ دکل ۶۶ فتح آغاز شده‌است و پیش‌بینی می‌شود، با راه‌اندازی فاز دوم این طرح، تا پایان سال ۱۳۹۱ روزانه ۳ میلیون متر مکعب گاز، به تولید این میدان گازی، افزوده گردد. اهداف دیگر فاز ۲ این طرح، تأمین خوراک مجتمع پتروشیمی ایلام و همچنین اتصال به خط لوله غرب کشور، با احداث یک خط لوله از مسیر پیاز آباد و به طول ۱۲۷ کیلومتر می‌باشد.

## پالایشگاه گاز ایلام
خوراک مورد نیاز پالایشگاه گاز ایلام از این میدان فراهم می‌شود. این پالایشگاه، از جمله پالایشگاه‌های جوان کشور است، که در ۲۵ کیلومتری شمال غرب شهرستان ایلام و ۱۲ کیلومتری بخش چوار قرار دارد. پالایشگاه گاز ایلام در دو فاز طراحی شده‌است؛ در فاز نخست آن از ۸/۶ میلیون مترمکعب گاز ترشی که روزانه وارد آن می‌شود، ۸/۵ میلیون مترمکعب شیرین‌سازی و برای تأمین گاز استان‌های کرمانشاه و ایلام، به خطوط انتقال تزریق می‌شود. اتان با ظرفیت تولید روزانه ۳۷۰ هزار متر مکعب، پروپان با تولید روزانه بیش از یک هزار و ۳۰۰ مترمکعب، بنزین طبیعی با ظرفیت تولید روزانه ۱۲۰۰ مترمکعب و گوگرد نیز با ظرفیت تولید ۳۴۰ تن در روز، محصولات پالایشگاه گاز ایلام در فاز نخست است.